# Dunyapur
Dunyapur é uma cidade do Paquistão localizada na província de Punjab.